# 遠藤善
遠藤 善（えんどう ぜん、1998年11月5日 - ）は、日本の男子プロバスケットボール選手である。Bリーグ（B2）の鹿児島レブナイズ所属。ポジションはSG。

## 来歴
新潟県南蒲原郡田上町出身。
帝京長岡高校から日本体育大学に進み、卒業前の2021年3月に大阪エヴェッサとアマチュア契約。
2021年7月、新潟アルビレックスBBに加入。
2024年6月、茨城ロボッツに加入。
2025年6月、鹿児島レブナイズに加入。